# 2020年臺鐵瑞芳猴硐路段坍方事故
2020年臺鐵瑞芳猴硐路段走山事故，發生於11月30日，臺灣鐵路管理局（臺鐵）宜蘭線瑞芳車站－猴硐車站間路段因連續豪雨造成邊坡滑動，在臺鐵全力搶修後，12月3日清晨恢復雙線通車，並派員持續監測，12月4日猴硐站緊急通報該路段土石再次發生大規模邊坡滑動，使得宜蘭線東西正線完全中斷。經過連夜搶修後，12月14日恢復東正線單線通車，並於於隔年的2月3日清晨完成全段雙線搶通。這次事故未造成人員傷亡。

## 事發經過
2020年11月30日，在新北市瑞芳區光復里，臺鐵宜蘭線瑞芳－猴硐間、八堵車站起12公里233公尺處路段因連續豪雨造成邊坡滑動，在全力搶修後，12月3日清晨恢復雙線通車，並派員持續監測，12月4日上午8點30分，猴硐站通報該路段土石再次發生大規模邊坡滑動，使得宜蘭線東西正線完全中斷，2020年12月5日上午8點30分，傳出崩塌情形又更嚴重，甚至還有出水的情況，指揮官當機立斷，安全至上，下令停工。在原本計畫在12月8日早上通車，但由於路幅狹隘且持續降雨搶修不易，直至12月14日才恢復東正線單線通車。靠近邊坡的西正線截至2021年1月3日仍在搶修，台鐵將以47支基樁固定坡腳，拚2021年2月8日台鐵春節疏運期首日搶通。預計從2021年1月8日開始，在坍方處邊坡打47支基樁，每支基樁深入岩盤15公尺固定坡腳，預計1月底前完成，坡腳固定後再開始清理土石，之後重新鋪軌及架設電車線，一定要趕在2月8日前讓西正線可以通車，恢復雙線雙向通車。因瑞芳、猴硐天氣不穩定，只要下雨就影響工程進度，即使24小時趕工，時間仍非常緊迫。原訂於農曆春節前完成西正線搶通作業，經日夜不懈搶修作業，提前於2021年2月3日完成搶修，恢復雙向通車。

## 影響
因邊坡滑動影響行車，造成宜蘭線東西正線路線不通，雙向交通中斷，台鐵統計2020年12月4日，影響170列次，旅客人數約19500人。台鐵統計，2020年12月8日單日共影響62列次、旅客人數約3690人，累計影響520列次、旅客4萬6732人。交通部啟動公路接駁，市區公車8日共開行138班車、疏運旅客約958人；累計開行692班車、疏運旅客約6817人。
2020年12月14日恢復單線雙向行車，因考量行車安全，行經該區間列車採限速40公里慢行通過，行車時間略有延誤，截至12日12時止，共計延誤38列次，每列次平均延誤14分，影響旅客人數4,190人；為降低對於旅客行程的影響，持續由交通部公路總局協調各客運業者加開台北=宜蘭、花蓮間班車以疏運旅客，截至12日12時止，共開行客運578班次（含加開70班次），疏運旅客11,800人次。
因應瑞芳=猴硐間單線運轉，為降低列車運轉延誤時間，自2020年12月17日起調整平溪線列車行駛區間，改為菁桐至猴硐（平溪線）及瑞芳至八斗子（深澳線），以減少支線列車進入瑞芳-猴硐區間。往平溪線方向旅客於猴硐站轉乘，往深澳線方向的旅客於瑞芳站轉乘。另外，也停駛一部份貨物列車班次，影響到五堵貨場與花蓮之間大理石材等貨物的運輸。

## 相關影像

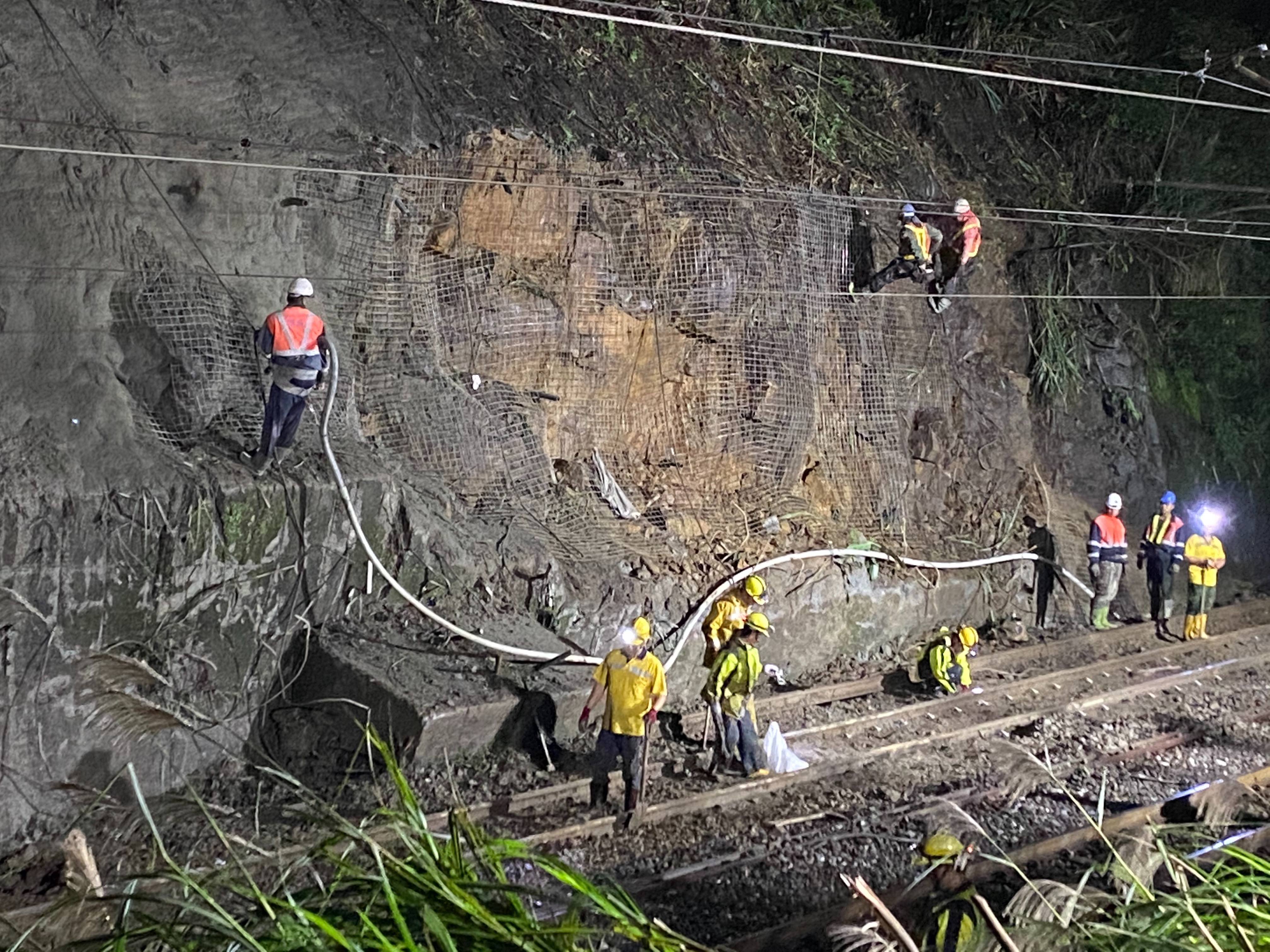
2020年11月30日第一次邊坡滑動施工人員於12月3日清晨搶修狀況
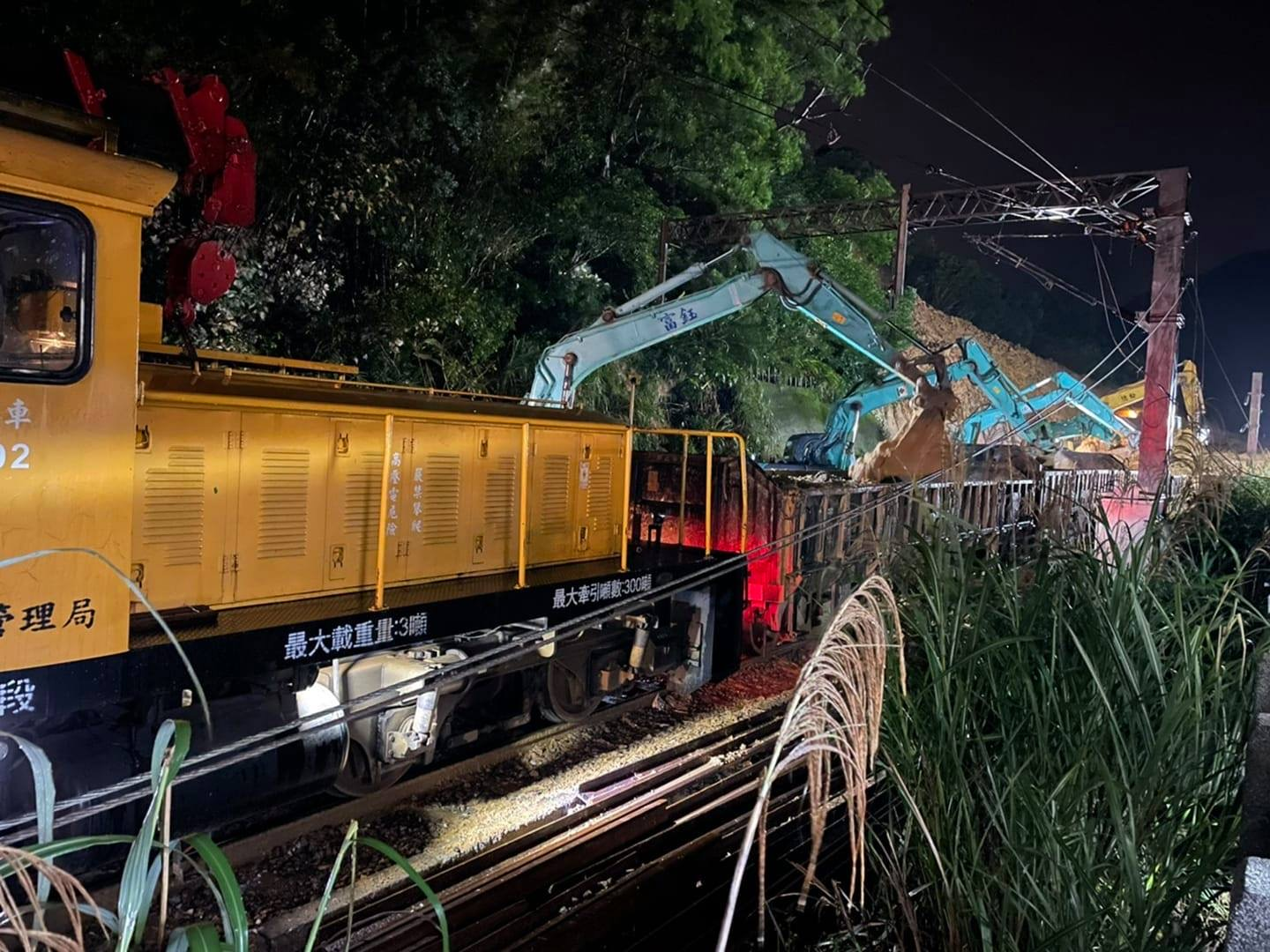
石斗車進入事故現場清運砂石
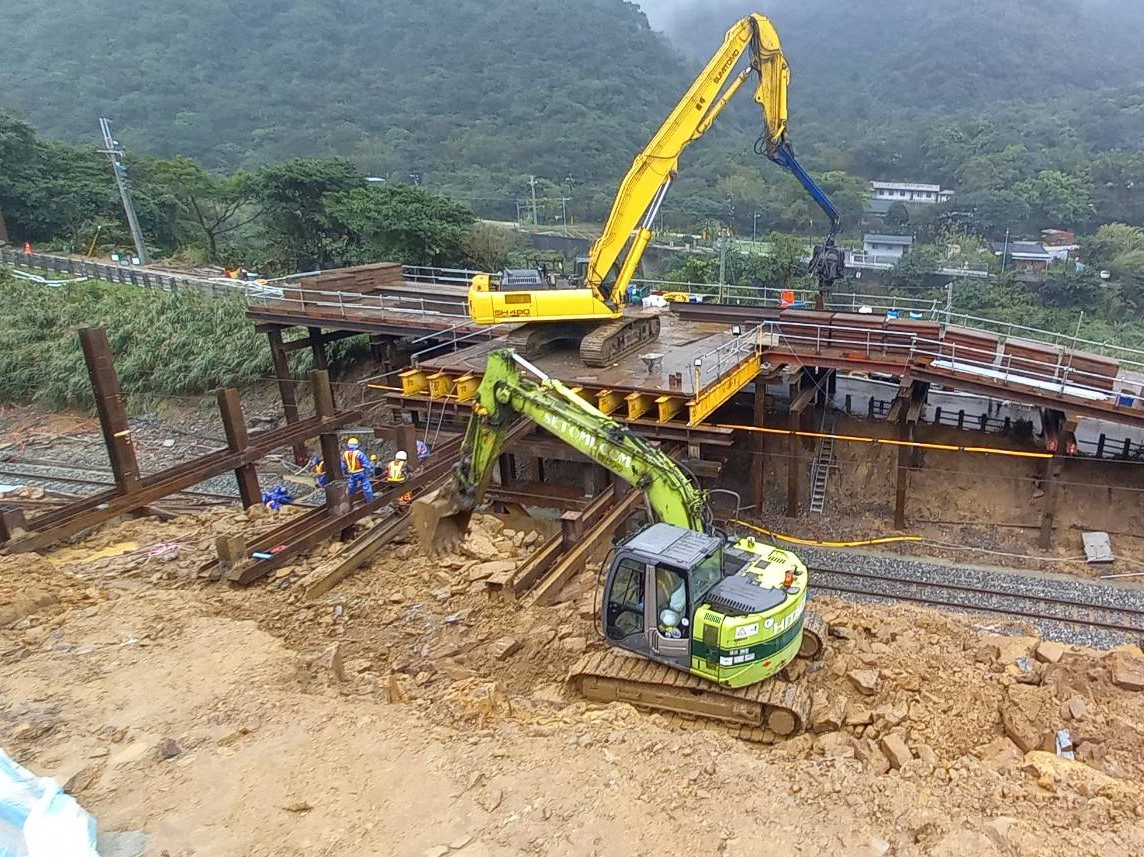
舖設施工便道以利搶修作業進行
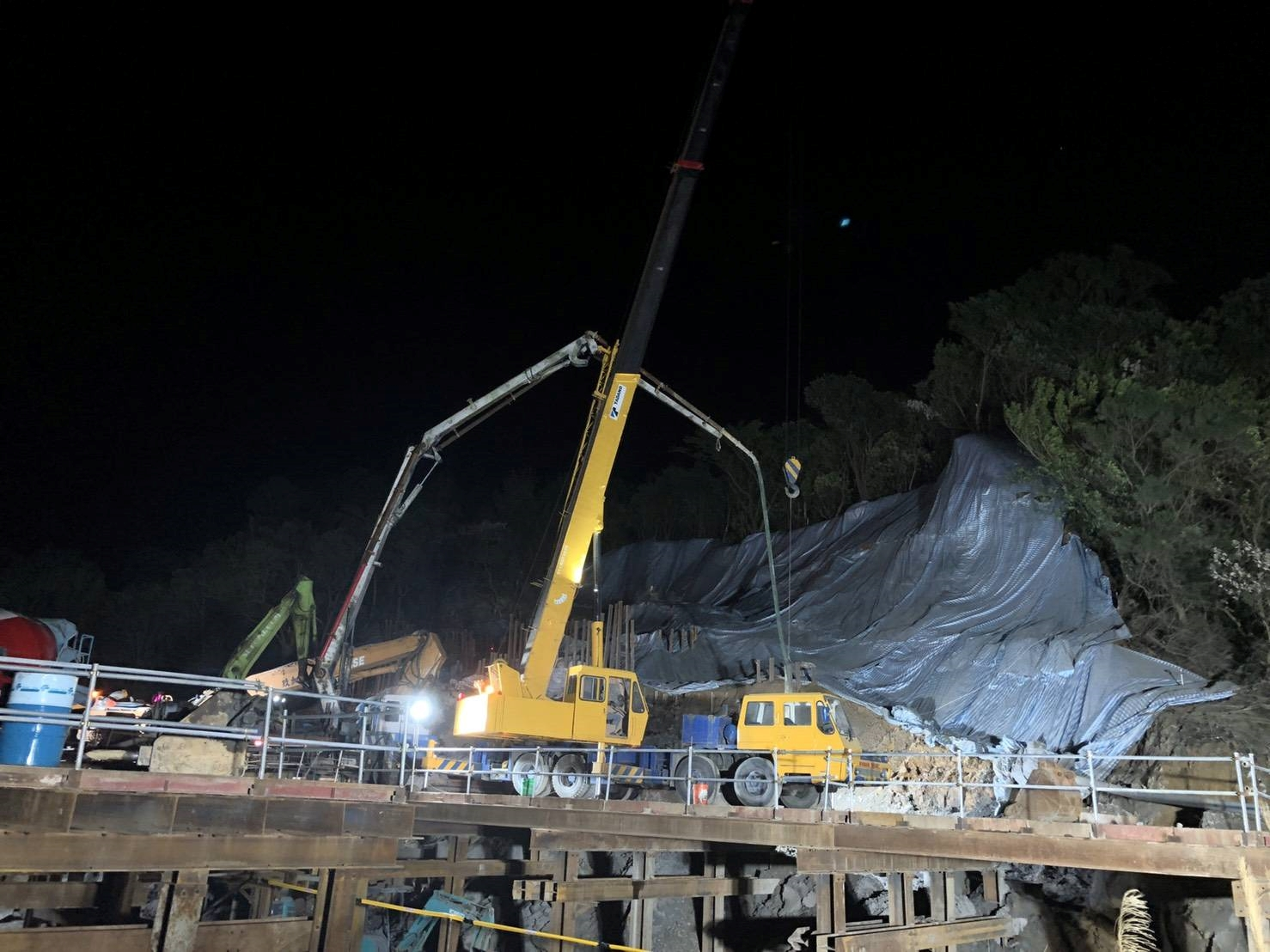
夜間搶修情況
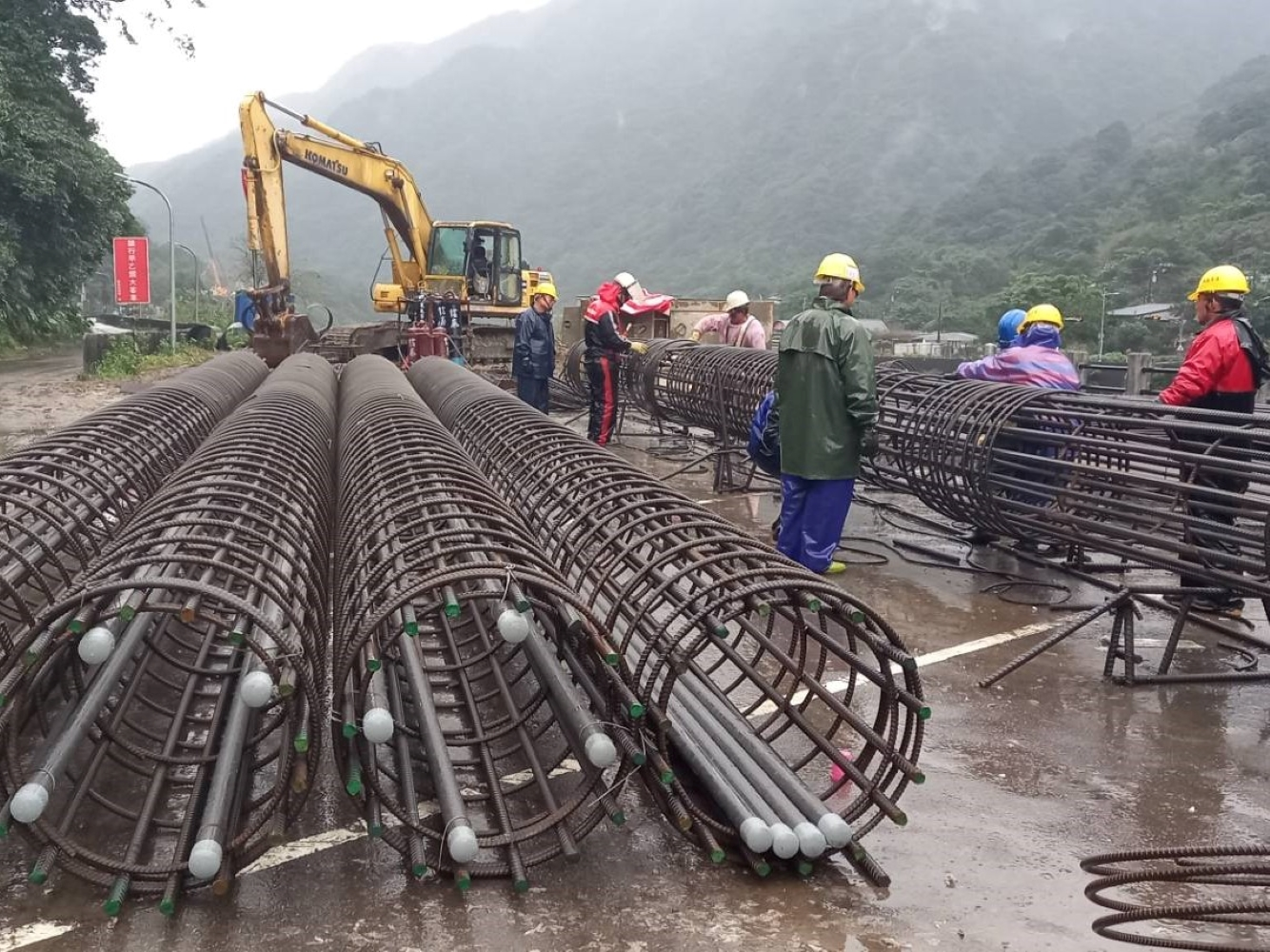
施工人員正在綑綁支撐鋼筋

## 外部連結
- 交通部台灣鐵路管理局-公告（页面存档备份，存于）